# جيسي أرمسترونغ
جيسي أرمسترونغ (بالإنجليزية: Jesse Armstrong)‏ هو كاتب سيناريو وصحفي بريطاني، ولد في القرن العشرين في Oswestry ‏ في المملكة المتحدة.

## وصلات خارجية
- جيسي أرمسترونغ على موقع IMDb (الإنجليزية)
- جيسي أرمسترونغ على موقع ألو سيني (الفرنسية)
- جيسي أرمسترونغ على موقع قاعدة بيانات الفيلم (الإنجليزية)